# Sun Long (patinage de vitesse sur piste courte)
Pour les articles homonymes, voir Sun Long.
Dans ce nom chinois, le nom de famille, Sun, précède le nom personnel.
Sun Long est un patineur de vitesse sur piste courte chinois né le 28 août 2000 à Changchun.

## Biographie
Sun Long commence le patinage de vitesse sur piste courte en 2009.
Aux Championnats du monde junior de patinage de vitesse sur piste courte 2019, il remporte le relais et finit deuxième du 500 mètres. L'année suivante, il remporte le 1 000 mètres et prend le bronze au 500 mètres. Aux Championnats du monde de patinage de vitesse sur piste courte 2019, il prend l'argent au relais masculin.
Il participe aux épreuves de Patinage de vitesse sur piste courte aux Jeux olympiques de 2022, où son équipe arrive cinquième du relais masculin. Individuellement, il finit 15e au 500 mètres et 25e au 1 500 mètres.
Au cours de la saison de Coupe du monde de patinage de vitesse sur piste courte 2021-2022, il obtient une médaille de bronze au 1 500 mètres. En fin de saison, il est cinquième au classement général sur cette distance.